# Barna B. Péter
Barna B. Péter (Tata, 1928. július 18.–) fizikus, az anyagtudomány, a felület- és vékonyréteg-fizika nemzetközileg elismert művelője, a hazai és nemzetközi tudományos közélet aktív résztvevője, research emeritus professor, címzetes egyetemi tanár, a Magyar Tudományos Akadémia Eötvös József koszorúval kitüntetett doktora, az International Union for Vacuum Science, Technique and Applications, (IUVSTA) tiszteletbeli elnöke, 

## Életpályája
A betűvetést, a rendszeres és pontos munkát, a közösségi rendben dolgozást és a társak segítésének örömét a Tatai Református Elemi Iskola első és második osztályában Szalay Júlia tanítónőnél sajátította el és tapasztalta meg. Középiskolai tanulmányait Tatán a Piarista Gimnáziumban, majd a Pápai Református Kollégiumban végezte, ahol 1946-ban érettségizett.
A fizika szeretetét, a kísérletezés nagyszerűségét Pápán Vásárhelyi Károlytól sajátította el.
1946-ban iratkozott be a Pázmány Péter (később Eötvös Loránd) Tudomány Egyetem Bölcsészettudományi Karán a matematika-fizika tanári szakra. 1950-ben szerzett középiskolai tanári oklevelet. Még hallgató korában, 1948-ban felvételt nyert a Fizikai Intézetben szervezett Intézeti Iskolába, és bekapcsolódott Selényi Pál, Pócza Jenő és Cornides István munkatársaként az oktatói munkába.
Oklevelének megszerzése után tanársegédként felvételt nyert a Kísérleti Fizikai Intézetbe. 1950 őszén katonai szolgálatra hívták be. 1951 tavaszán a Távközlési Kutató Intézetbe helyezték át, ahol a hazai repülőgép-követő radar rendszer kifejlesztésén dolgozott. 1951 őszén a Központi Fizikai Kutató Intézet Elektromágneses Hullámok osztályának munkatársa lett, majd 1952 őszétől ugyanott Pócza Jenő aspiránsa. E mellett 1949-től, katona-idejét kivéve, tagja volt annak a munkacsoportnak, amely az Eötvös Loránd Tudomány Egyetem Fizikai Intézetében Pócza Jenő vezetésével kidolgozta és megszervezte a hazai fizikusképzést és felépítette laboratóriumi gyakorlatainak rendszerét. Aspiratúrájának befejezése után, 1956-ban a II. sz. Kísérleti Fizikai Intézetbe kapott tanársegédi kinevezést. 1959-ben a politikai tisztogatás során Pócza Jenővel és munkatársainak nagy részével együtt eltávolították az egyetemről, általános iskolába helyezték át. Ezt nem fogadta el, mivel meghívást kapott az Optikai és Finommechanikai Központi Kutató Laboratóriumba. Itt a röntgen-képerősítők vékonyréteg-katódjának kifejlesztésén dolgozott tudományos munkatársi, majd osztályvezetői beosztásban.
1962-ben Pócza Jenő meghívására átment az MTA Műszaki Fizikai Kutató Intézetébe. Ennek, majd az utódintézetnek, az MTA Műszaki Fizikai és Anyagtudományi Kutatóintézetnek a tudományos munkatársa, osztályvezetője, majd tudományos tanácsadója volt 2005-ben történt nyugdíjazásáig, 2005-től Professor Emeritus Instituti, 2021-től az Eötvös Loránd Kutatási Hálózat Energiatudományi Központjában Research Professor Emeritus. 1975-től nyugdíjazásáig vezetője volt a Pócza Jenő által alapított és nemzetközi elismertséget szerzett vékonyréteg-fizikai iskolának. Nyugdíjasként európai és hazai projektek vezetőjeként dolgozott 2014-ig, majd folytatja a vékonyrétegek szerkezet- kialakulására kidolgozott modelljeinek továbbfejlesztését, valamint a Barna Árpád által kidolgozott kísérleti berendezéssel az 1960-as és 70-es években Pócza Jenővel, Barna Árpáddal majd Radnóczi Györggyel, Pozsgai Imrével, Tóth Lajossal és Sáfrán Györggyel közösen transzmissziós elektronmikroszkópban végzett, máig egyedülálló vékonyréteg kísérletek film-anyagának tematikus feldolgozását.
A fizikai tudomány kandidátusa fokozatot 1967-ben a „Párologtatott vékonyrétegek kialakulásának elektronmikroszkóppal követhető folyamatai” című értekezése alapján szerezte meg, majd 1997-ben a „Vékonyrétegek szemcsenövekedéséhez kötődő szerkezet-kialakulásának egységes tárgyalása különös tekintettel a szennyezők hatására” című munkája alapján lett az MTA doktora lett. A Kossuth Lajos (jelenleg Debreceni) Tudomány Egyetem 1992-ben címzetes egyetemi tanárává fogadta. Kutatóként rendszeresen tartott szemináriumi előadásokat, tanfolyamokat hazai és külföldi egyetemeken.
A hazai és nemzetközi tudományos közélet aktív résztvevője. Az MTA- International Union for Vacuum Science, Technique and Applications (IUVSTA) Magyar Nemzeti Bizottságának tagja 1974- , titkára 1985-1989, elnöke 1988 – 1991 között; az MTA Szilárdtestkémiai Munkabizottság tagja 1975 – ; az MTA Felületfizikai Albizottság elnöke 1994-1997; az MTA Szilárdtestfizikai Bizottság tagja 1986 – 1999; az MTA közgyűlés doktori képviselője 1993-1997; az MTA Matematikai és Természettudományi Kuratórium tagja 1994-1998. A Magyar Mikroszkópos Társaság (korábban Magyar Elektronmikroszkópos Társaság) tagja 1958-, a vezetőség tagja 1970 – 1995; az Eötvös Loránd Fizikai Társulat tagja 1951 -, a Vékonyréteg-fizikai Szakosztály egyik alapítója, a vezetőség tagja 1971- 1980, elnöke 1975-1980, tiszteletbeli elnöke 1980- ; International Centre for Electron Microscopy, Halle/S, a tudományos tanács tagja 1974 – 1995, elnöke 1978 – 1980; International Thin Film Committee tagja 1975 – 1981; 1978-tól vett részt az International Union for Vacuum Science, Technique and Applications (IUVSTA) munkájában: 1980 – 1986 között az Executive Council tagja; a Thin Film Divison egyik alapítója, 1981 – 1989 között titkára, 1989 – 1992 között vezetőségének tagja; a Liaison Committee társelnöke 1992-1995, majd tagja 1995- 2001; a Developing Countries Committee elnöke 1989-1992; a Welch Foundation kuratóriumának tagja 1983-1987; 2021-től az Unió tiszteletbeli elnöke; 34 IUVSTA konferencia és iskola szervezésében vett rész, ebből 16-nak volt fő szervezője. Kezdeményezője volt az IUVSTA nemzetközi iskolák sorozata szervezésének. Az első három iskolát 1994-, 1996 és 1999-ben az Abdus Salam Centre for Theoretical Physics és az IUVSTA együttműködésében Triestben szervezte. Az Institute of Physics (IOP), London, tagja.

## Munkássága
Nemzetközileg is elismert munkássága egyrészt a felsőoktatáshoz, a hazai fizikusképzés megszervezéséhez, másrészt a mára kifejlődött csúcstechnológiák egy részének alapját képező vékonyrétegek szerkezetét kialakító folyamatok, illetőleg a szerkezet és tulajdonságok közötti összefüggések tanulmányozáshoz, technológiák megalapozásához kötődik.
1949 és 1959 között, katonai szolgálatának idejét kivéve, az ELTE Kísérleti Fizikai Intézetében tagja volt annak a munkacsoportnak, amely Pócza Jenő vezetésével kidolgozta és megszervezte a hazai fizikusképzést és felépítette laboratóriumi gyakorlatainak rendszerét.
1954-ben aspiránsként bekapcsolódott a Pócza Jenő vezetésével megindult, számos csúcstechnológia alapismeretét szolgáltató vékonyréteg-kutatásba, amely a világon az elsők között valósította meg a vékonyrétegek szerkezet-kialakulásának elektron-diffrakcióval, elektronmikroszkópiával történő in situ vizsgálatát is. Megtervezte, elkészítette és elektrondiffraktográfba beépítette az erre alkalmas kísérleti berendezést. Ez a munka az ELTE-ről történt eltávolítása miatt 1959-ben megszakadt, s csak 1963-ban az MTA Műszaki Fizikai Kutató Intézetében tudta folytatni. Itt Pócza Jenővel és Barna Árpáddal szoros együttműködésben, a vékonyrétegkutatás anyagtudományi alapokra helyezésének és a vékonyrétegek ultranagy-vákuumú in-situ transzmissziós elektronmikroszkópos vizsgálatának úttörője lett. A Barna Árpád által kidolgozott és elkészített berendezéssel transzmissziós elektronmikroszkópban végzett kísérleteik során mozgófilmre rögzítették és részleteiben is tanulmányozhatóvá tették a rétegek szerkezet-kialakulásának folyamatát. Ezek elemzéséből elsőként tárta fel a polikristályos rétegek növekedésének kezdeti szakaszát képező nanoméretű szemcsék termodinamikai sajátságait valamint azokat a fizikai és kémiai alapfolyamatokat, amelyekkel a polikristályos ill. kompozit vékonyrétegek önszerveződő szerkezet-kialakulása egységesen tárgyalható. A szerkezet-kialakulás folyamatábráját és annak paraméterektől való függését meghatározva olyan modelleket dolgozott ki, amelyek elsőként együtt és összefüggéseiben tartalmazzák a szemcsemorfológia, a textura és a felületi topográfia függését a technológia paramétereitől. Munkatársaival elsőként tárta fel a nanokristályos ötvözet rétegek szerkezet-kialakulását irányító szegregációs és fázisképződési-növekedési folyamatokat és kidolgozta a kétfázisú ötvözet vékonyrétegek szerkezeti tartományainak komplex modelljeit. Értelmezte a polikritályos rétegekben talált különleges szerkezetek (pl. textúra-váltás (texture crossover) a vastagság mentén) kialakulását. A modellek vonatkoztatási alapként kerültek be az irodalomba és útmutatóként szolgálhatnak megtervezett szerkezetű rétegek előállításához.
Hozzá kötődik a kristálynövekedés egy új formájának, a lemezes kristály-növekedésnek és mechanizmusának feltárása.
A „fraktál geometriai alakzat”  fogalom bevezetésével egyidejűleg kutatócsoportjával és Péter Thomassal (Marburg) 1978-ban elsőként mutatták meg computer szimulációval , hogy kristályok hordozó felületen gőzfázisból történő monoréteges növekedése esetén az adatomok él-mozgékonyságának korlátozottsága vezet kétdimenziós fraktál-morfológiák kialakulásához. A folyamatot kísérlettel igazolták.
Az 1980-as, 90-es években Knut Urbánnal (Jülich) és Csanády Andrásnéval (ALUTERV-Fémipari Kutató Intézet, Budapest) végzett közös kísérleteikben az általa kidolgozott magas hőmérsékleten egymás utáni kondenzáltatás módszerrel elemezték az akkor felfedezett kvázikristályos szerkezet kialakulását és elsőként határozták meg az Al diffúziós együtthatóját a kvázikristályos fázisban.
Munkatársaival elektronmikroszkópban végzett kísérletekben elsőként tárta fel a szennyező mennyiségének és eloszlásának hatását a félvezető Ge és Si amorf vékonyrétegek szerkezetében hőkezelés során végbemenő folyamatok (szerkezeti átrendeződés, kristályok magképződése és növekedése) jellegére, kinetikájára és a kialakuló szerkezetre, valamint az elektromos tulajdonságokra.
Munkásságának jelentős eredménye annak megmutatása is, hogy szennyeződés- mentes vékonyrétegek szinte nem állíthatók elő. Így a kísérleti eredmények egyértelmű értelmezésének előfeltétele az anyagszerkezet és a kémiai összetétel ismerete, különös tekintettel az általában igen kis koncentrációban (10 – 100 ppm) jelenlévő szennyezőkre.
Részt vett a határon túli magyar tudomány támogatásában, doktoranduszok képzésében (négy doktori munka, egy szakdolgozat). Közreműködésével épült fel a Sapientia Erdélyi Magyar Tudományegyetem Marosvásárhelyi Karán a „Nanoszerkezetű Vékonyrétegek Fizikája” Kutató Laboratórium. Közös kutatásuk keretében a marosvásárhelyi kutatócsoport több európai projektben is részt vett.
Alapkutatási eredményeit több európai, ipar-orientált projektben is hasznosította: EUREKA EU338-SOCOMAT; PECO 12283; DEMACOMINT; COST 516 TRIBOLOGY; COST 532 TRIBOSCIENCE; FP5 NANOCOMP; FP6 INNOVATIAL).
Több, mint 300 nemzetközi folyóiratban és kiadványban megjelent tudományos közleménynek és 5 könyv-fejezetnek szerzője, vagy társszerzője. Az American Vacuum Society felkérésére társszerzőkkel írt összefoglaló munkája (Microstructural evolution during film growth) a Journal of Vacuum Science, Technique and Aplications legidézettebb dolgozata lett.
Közel 70 meghívott összefoglaló és plenáris előadást tartott nemzetközi rendezvényeken.
Tudományos munkájához kapcsolódva számos fizikus diploma és doktori (kandidátusi) munka vezetője volt.

### Szerkesztői tevékenység
- Thin Solid Films, Szerkesztő Bizottság tagja, 1988- 
- Proceedings of the 11th Int.Vacuum Congress, Köln, 1989 társ-szerkesztő;
- Proceedings of the Symposion H: European Materials research Society 1995, Surface Coatings and Technology, 80 (1996) külön száma, társ-szerkesztő
- Protective Coatings and Thin Films, Synthesis, Characterization and Applications, NATO ASI Series, 3. High Technology – Vol. 21, Kluwer Academic Publishers, 1997, társ-szerkesztő.

### Részvétel nemzetközi konferenciák és iskolák szervezésében
Pócza Jenővel és Hahn Emillel a világon az elsők között kezdte meg nemzetközi konferenciák és iskolák szervezését. Az 1960-as, 70-es években jelentős nyugati részvétellel Budapesten megrendezett fórumok adtak lehetőséget az elzártságban dolgozó kelet-közép európai országok kutatói számára, hogy kapcsolatot építhessenek ki egymással és a nyugati világ kutatóival. Egyik kezdeményezője volt 1979-ben a közös kelet-közép európai regionális Joint Vacuum Conference sorozat megszervezésének. 
Több, mint 60 nemzetközi konferencia, iskola, workshop szervezésében vett részt. Ezek közül 17-nek volt elnöke vagy titkára, többek között:
- Colloqium on Thin Films, Budapest, 1965, szervező bizottság titkára
- 2nd Colloqium on Thin Films, Budapest, 1967, szervező bizottság titkára
- 3rd International Conference on Thin Films, Budapest, 1975, a szervező bizottság titkára
- Balaton Conference on Electron Microscopy, Veszprém, 1975, a program bizottság elnöke
- IUVSTA Workshop on Polycrystalline Thin Films, Balatonaliga, 1992, a workshop elnöke
- IUVSTA-ICTP Joint Workshop on Science and Technology of Thin Films I. (1994), II. (1996) és III, (1999), Abdus Salam International Centre for Theoretical Physics (ICTP), Trieszt, a workshopok társ-igazgatója
- NATO Advanced Research Workshop: Protective Coatings and Thin Films, Algarve, Portugal, 1996, a workshop társ-igazgatója
- 17th International Conference on Amorphous and Microcrystalline Semiconductors, Budapest, 1997, a szervező bizottság elnöke
- 14th International Congress on Electron Microscopy, Symposium on Thin Films and Layered Structures, Cancun, Mexico, 1998, elnök
- 48th IUVSTA Workshop on Influence of Trace Elements on the Nucleation and Growth of Thin Films, Budapest, 2006, a workshop elnöke

#### Meghívott összefoglaló és plenáris előadást tartott közel 70 nemzetközi kongresszuson, konferencián és workshopon. Többek között
- Historical perspectives: 60 years thin film research in the 3rd golden age. R.F. Bushah award honorary lecture, 42th AVS International Conference on Metallurgical Coatings and Thin Films, San Diego, 2015.
- Synthesized view of the nucleation and growth of elemental and multicomponent plycrystalline thin films. Plenáris előadás, 18th IUVSTA International Vacuum Congress, Beijing, 2010
- Microstructure evolution in thick polycrystalline films I-II-III-IV, IUVSTA-ICTP Joint Workshops on Science and Technology of Thin Films, International Center for Theoretical Physics (ICTP), Trieste, 1994, 1996, 1999
- Quasicrystalline phase formation in thin films, 13th General Conference of the Condensed Matter Division of the European Physical Society, Regensburg, 1993
- Thin film nucleation and growth; studies in polycrystalline films by UHV in-situ transmission electron microscopy, 42th AVS-Int.Conf. on Metallurgical Coatings, Los Angeles, 1985
- Impurity effects in the structural development of vacuum deposited thin films, IUVSTA 9th International Vacuum Congress, Madrid, 1983
- In-situ electron microscopy of thin film growth, társszerzőkkel, IUVSTA 6th International Vacuum Congress, Kyoto, 1974

### Főbb publikációi
- Structure formation during deposition of polycrystalline metallic thin films, 2014 (társszerzővel)
- Pócza tanár úrról – születésének 100. évfordulóján, 2015
- Influence of high power impulse magnetron sputtering plasma ionization on the microstructure of TiN thin films, 2011. 5 (társszerzőkkel)
- Microstructural evolution during film growth, 2003 (társszerzőkkel), a folyóirat legtöbbet idézett közleménye
- Formation of polycrystalline and microcystalline composite thin films by codeposition and surface chemical reaction, 2000 (társszerzőkkel)
- Formation mechanism of nanocrystalline composite structures in codeposited thin films, 1998 (társszerzőkkel)
- Fundamental structure forming phenomena of polycrystalline films and the structure zone models, 1998 (társszerzővel)
- Peculiar lamellar structure in Al single crystals grown in oxygen doped Al and Al-Sn thin films, 1994 (társszerzőkkel)
- Quasicrystalline phase formation in thin films, 1990 (társszerzőkkel)
- Impurity effects in the structural development of vacuum deposited thin films, 1983
- Effects of codespositing oxygen on the growth morphology of (111) and (100) Al single crystal faces in thin films, 1983 (társszerzókkel)
- Surface chemical phenomena influencing the growth of thin films, 1980, (társszerzőkkel)
- Computer simulation of the post-nucleation growth of thin amorphous Ge films, 1978 (társszerzőkkel)
- In-situ electron microscopy of thin film growth, 1974 (társszerzőkkel)
- Simultaneous investigation of the crystal structure and electrical properties of crystallised Ge films by UHV "in-situ" electron microscopy, 1974 (társszerzőkkel)
- Formation processes of vacuum deposited indium thin films and thermodynamical properties of submicroscopic particles observed by "in-situ" electron microscopy, 1969 (társszerzőkkel)

## Magánélete
1974-ben házasságot kötött Puskás Évával. Két fiuk született.

## Tudományos eredményeinek hazai és nemzetközi elismerései
- Eötvös Loránd Fizikai Társulat, Selényi Pál Díj, 1966
- Magyar Tudományos Akadémia, Akadémiai Díj II. fokozat (megosztva) 1969; Akadémiai Díjasok (1961–1989)
- Román Tudományos Akadémia, Miculescu Díj (megosztva), 1974
- Magyar Köztársasági Érdemrend Kiskeresztje, 1992
- Magyar Tudományos Akadémia, Akadémiai Díj, 1994, 
- Szlovák Tudományos Akadémia Ilkovic Fizikai és Kémiai Aranyérem, 1995
- MTA Eötvös József koszorú, "Laureatus Academiae” 2002; Az Eötvös József-koszorúval kitüntetettek listája (1993–2020)
- American Vacuum Society Albert Nerken Award, 2003
- International Union for Vacuum Science, Technique and Application (IUVSTA), Science Prize, 2010 
- Magyar Érdemrend Tiszti Kereszt, 2013
- American Vacuum Society, R.F. Bunshah Award, 2015 
- International Union for Vacuum Science, Technique and Applications, Honorary President, 2021 (IUVSTA News Bulletin 187)
- IUVSTA róla elnevezett díjat alapított: „IUVSTA Peter Barna Prize”, 2020 (IUVSTA News Bulletin 185)
- A Magyar Érdemrend parancsnoki keresztje polgári tagozata (2023)